# Monique Melsen
Monique Melsen (Ettelbruck, Luksemburg, 24. veljače 1951.) je luksemburška pjevačica, najpoznatija po sudjelovanju na Eurosongu 1971. godine. Melsen je jedna od samo osam Luksemburžana koji su predstavljali vlastitu zemlju na Euroviziji u 37 godina sudjelovanja.
Kao što je to bilo uobičajeno u Luksemburgu, njenu eurovizijsku pjesmu "Pomme, pomme, pomme " ("Jabuka, jabuka, jabuka") interno je odabrala televizijska kuća Télé Luxembourg, a da nije morala proći postupak izbora javnosti ili žirija. Pjesma "Pomme, pomme, pomme" otišla je na 16. Eurosong, održan 3. travnja 1971. u Dublinu, gdje je završia na 13. mjestu od ukupno 18.
Posljednjih godina Melsen je članica Cabarenert-a, kabaretskog ansambla sa sjedištem u Luksemburgu.

## Vanjske poveznice
- Cabarenert website (in Luxembourgish)